# Trebuchet MS
Trebuchet MS es un tipo de letra sans-serif diseñado por Vincent Connare para Microsoft Corporation en 1996. Se llamó así debido a la máquina de asedio medieval. Vale destacar que esta fuente es la predeterminada de las barras de título de las ventanas de Windows XP. También fue usada por Valve para el HUD de su juego Half-Life de 1998 y por Crunchyroll para mostrar subtítulos en su contenido.

## Etimología
Trebuchet MS lleva el nombre de trebuchet, una máquina de asedio medieval.
El nombre se inspiró en una pregunta de acertijo que Connare escuchó en la sede de Microsoft: 
"¿Puedes hacer un trabuquete que pueda lanzar a una persona desde el campus principal al nuevo campus a una milla de distancia? Matemáticamente, ¿es posible y cómo?" 
Connare: "pienso que Trebuchet sería un gran nombre para una fuente que lanza palabras a través de Internet".

## Trebuchet MS en la cultura popular
- Entre 2002 y 2011, el canal de televisión de aire argentino Telefe utilizaba esta fuente de letra durante la era de las gráficas Siempre y Buena tele, buena fe.
- Nokia, Conected People

## Véase también

Ejemplos estructrales y características morfológicas de la tipografía